# Entodon luridus
Entodon luridus là một loài Rêu trong họ Entodontaceae. Loài này được (Griff.) A. Jaeger mô tả khoa học đầu tiên năm 1878.